# Grass (zespół muzyczny)
Grass – założona w 1986 roku polska grupa muzyczna grająca muzykę reggae. Założycielem zespołu był założyciel i były członek grupy Hey oraz obecnie tworzący grupę Indios Bravos gitarzysta Piotr Banach, wokalistą zaś Paweł Gawroński – Gawron. Obaj w latach osiemdziesiątych XX wieku tworzyli również zespół muzyczny grający muzykę reggae o nazwie Kryterium. Grupa zadebiutowała utworem pt. Czas spełnienia, który obecnie grywa na swoich koncertach zespół Indios Bravos.
Grupa nigdy nie wydała żadnego oficjalnego albumu i rozpadła się po roku funkcjonowania w 1987 roku. Demo zostało wydane na kasecie MC, potem zremasterowane trafiło do Interentu w postaci plików muzycznych MP3. Można je pobrać bezpłatnie wraz z materiałem wideo z przeglądu polskich zespołów reggae z 1987 roku w postaci spakowanego pliku ZIP ze strony, utworzonej przez fanów zespołu Grass. Do dziś istnieje bardzo mało wiadomości na temat tego zespołu ze względu bardzo krótkiego okresu jego trwania. Takie informacje można znaleźć na oficjalnym forum zespołu Indios Bravos oraz nieoficjalnych forach tej grupy.

## Były skład
- Piotr Banach – gitara
- Paweł Gawroński (Gawron) – wokal

## Dyskografia
- 1986 – Demo